# Vexor
Vexor — облачный распределённый веб-сервис для сборки и тестирования программного обеспечения, инструмент непрерывной интеграции.

## Описание
Vexor помогает команде разработчиков следовать методологии Continious Integration. Исходный код проекта может храниться на Github, Bitbucket или Gitlab. Количество параллельно запущенных воркеров не ограничено, они автоматически разворачиваются для каждого нового билда.
Поддерживаются следующие языки: Ruby, Clojure, Scala, Python, Node.js, Go, Rust, Haskell. Можно использовать конфигурационный файл формата vexor.yml или использовать уже написанный в формате Travis CI (.travis.yml). Vexor также может посылать уведомления по электронной почте и в чат Slack. По состоянию на 25 июля 2015 года стоимость одной минуты составляла $0.015.

## История
Vexor разрабатывается компанией Evrone. Сервис был запущен в октябре 2014. Дважды находился в очном акселераторе ФРИИ.
Клиентами Vexor являются Meduza, Bookmate, InSales и другие.